# Agrotis spinifera
Agrotis spinifera är en fjärilsart som beskrevs av Jacob Hübner 1808. Agrotis spinifera ingår i släktet Agrotis och familjen nattflyn. Inga underarter finns listade i Catalogue of Life.